# Cathédrale Saint-Pierre de Đakovo
Cette  cathédrale n’est pas la seule cathédrale Saint-Pierre.
La cathédrale Saint-Pierre de Đakovo est une cathédrale catholique située en Croatie dans la ville de Dakovo, construite sous l'autorité de Josip Juraj Strossmayer qui était l'évêque de l'archidiocèse de Đakovo-Osijek .

## Historique
Elle a été construite de 1866 à 1882.
La construction de la structure externe a pris 4 ans, et la décoration interne a pris 12 ans de plus.
Le dôme repose sur quatre piliers qui symbolisent les quatre évangiles.
Les architectes sont Carl Roesner et Friedrich von Schmidt.
L'évêque Strossmayer a accordé une attention particulière à l'intérieur de la cathédrale. Il a engagé les meilleurs peintres et sculpteurs de l'époque pour peindre la cathédrale. Dès la première année de construction, Strossmayer a commandé des croquis de fresques au peintre allemand Johann Friedrich Overbeck. Overbeck était un artiste de premier plan, et il n'avait besoin que de faire des croquis car, en raison de son âge il n'était plus en mesure de faire des fresques. Il a réalisé 14 croquis : des scènes de la vie de saint Pierre, les quatre évangélistes, le don des sages et le jour du jugement, et après cela, il est mort. Selon ses croquis, trois peintures murales ont été réalisées. Les peintres allemands, père et fils vivant à Rome, Alexander Maximilian Seitz et Ludwig Seitz ont été chargés de produire 36 peintures murales de 30 m2 chacune.

## Dimensions

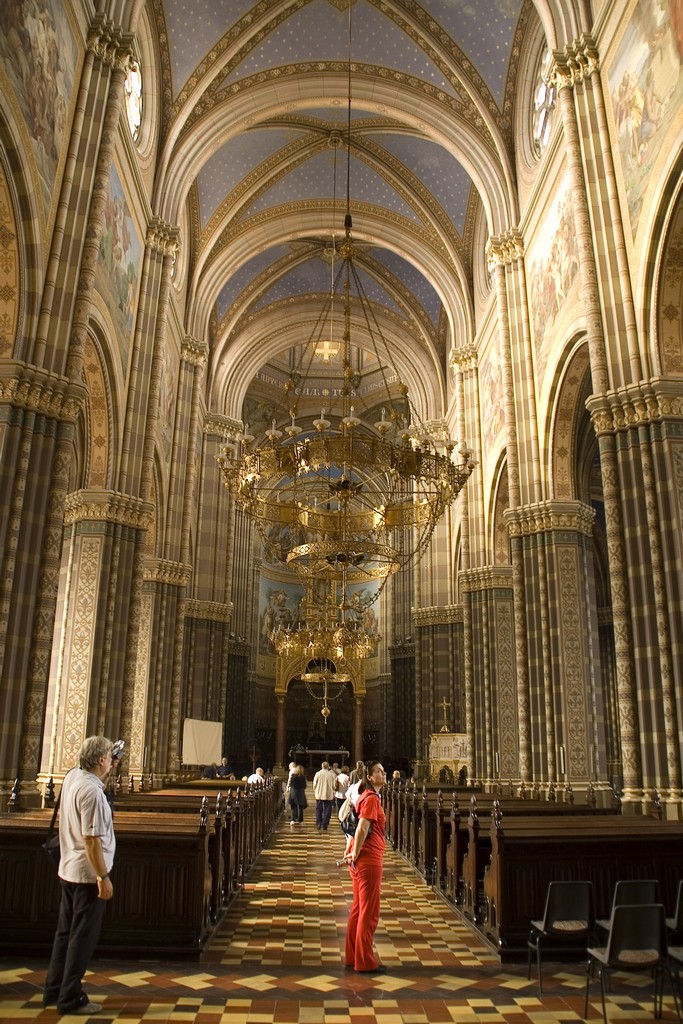
Intérieur de la cathédrale.

Les dimensions de l'édifice sont les suivantes ;
- hauteur de la nef principale : 27 m ;
- hauteur des deux nefs collatérales : 15 m ;
- longueur interne : 74 m ;
- hauteur des flèches : 85 m ;
- hauteur du dôme : 59 m ;
- largeur au transept : 52 m.

La construction du bâtiment a nécessité 7 millions de briques rouges.
La cathédrale comprend 43 fresques, 31 statues et 32 reliefs.